# Enicospilus cheesmaniellae
Enicospilus cheesmaniellae là một loài tò vò trong họ Ichneumonidae.